# パッサカリア (ネルソン)
ロン・ネルソンの『パッサカリア (B-A-C-Hによるオマージュ)』（Passacaglia (Homage on B-A-C-H)）は、1992年に作曲された吹奏楽曲。

## 概要
シンシナティ大学音楽院の創立125周年記念として、同音楽院と音楽フラタニティの一つ、ファイ・ミュー・アルファ・シンフォニア（Phi Mu Alpha Sinfonia）のエータ＝オミクロン支部（シンシナティ大学支部）、そしてアメリカ空軍軍楽隊の委嘱により作曲された。初演は1992年10月3日に、アラン・ボナー（Alan Bonner）大佐指揮のアメリカ空軍軍楽隊によって行われた。
楽譜は1993年にブージー・アンド・ホークスから出版された。1992年のウィリアム・レヴェリ作曲コンテスト、1993年のサドラー国際吹奏楽作曲賞とオストウォルド賞と、アメリカの主要な吹奏楽の3つの作曲賞を受賞し、ネルソンは同じ曲で三冠を獲得した初めての作曲家となった。「私の全作品でもっとも緊密なもの」「一音たりとも変えることは想像できない」とネルソンは述べている。

## 編成
| 木管   | 木管                    | 金管          | 金管          | 弦・打        | 弦・打 |
| ------ | ----------------------- | ------------- | ------------- | ------------- | --- |
| Fl.    | 3 (Alto持ち替え), Picc. | Tp.           | 6             | Cb.           | ● |
| Ob.    | 2, C.A.                 | Hr.           | 4             | Timp.         | ● |
| Fg.    | 2, Cfg.                 | Tbn.          | 4             | 他            | S.D., T.D., B.D., Cym., Tom-t., T.B., Bongos, Slap Stick, Gong (Tam-t.), Crotales, Tub.Bells, Glocken., Mari., Xylo., Vib. |
| Cl.    | 12, Bass                | Eup.          | 2             | 他            | S.D., T.D., B.D., Cym., Tom-t., T.B., Bongos, Slap Stick, Gong (Tam-t.), Crotales, Tub.Bells, Glocken., Mari., Xylo., Vib. |
| Sax.   | Alt. 2 Ten. 1 Bar. 1    | Tub.          | ●             | 他            | S.D., T.D., B.D., Cym., Tom-t., T.B., Bongos, Slap Stick, Gong (Tam-t.), Crotales, Tub.Bells, Glocken., Mari., Xylo., Vib. |
| その他 | その他                  | Piano, Synth. | Piano, Synth. | Piano, Synth. | Piano, Synth. |

- 一般に3パートで書かれるクラリネットとトランペットが、さらにそれぞれ4部ずつ、2部ずつに再分割されている。

## 構成
演奏時間は約10分30秒。短い導入に続き、8小節の旋律によるオスティナートが25回繰り返されるパッサカリアのスタイルで書かれている。C音を主音とする八音音階を基調としており、全曲の萌芽となる暗い音色の冒頭から、ダイナミックで輝かしい響きへと切れ目を作らずに移行していき、C音-G音の力強い空虚五度で終結する。
題名の通り、ヨハン・ゼバスティアン・バッハに敬意を表した作品である。バッハのパッサカリア ハ短調BWV582を思わせる展開を見せ、他にもバッハへの意識は至るところに現れている。B♭-A-C-B♮のいわゆるバッハの主題が冒頭から全曲を通して対位旋律として用いられるほか、いくつかの変奏では「フーガの技法」の一部が変形して組み入れられる。19回目に現れるオスティナートはオルガンのストップを模した音色で、バッハのパッサカリアの主題に変容させられている。